# 앵주의 캉통
프랑스 앵주에는 총 23개의 캉통이 속해 있다. 2015년 3월 행정구역 총개편으로 인해 현재는 다음과 같이 설치되어 있다.
- 앙베리외앙뷔제
- 아티냐
- 벨가르드쉬르발세린
- 벨레
- 부르캉브레스 1
- 부르캉브레스 2
- 세제리아
- 샤티용쉬르샬라론
- 젝스
- 오트빌롱느
- 라니외
- 멕시미외
- 미리벨
- 낭튀아
- 오요나
- 퐁댕
- 르플롱주
- 생테티엔뒤부아
- 생제니푸이 캉통
- 투아리
- 트레부
- 비야르동브
- 보나